# Ян Літавор Хребтович
Ян Літавор Хребтович (д/н— 1513) — державний і військовий діяч, дипломат Великого князівства Литовського.

## Життєпис
Походив з литовсько-білоруського шляхетського роду Хребтовичів гербу Одровонж. Син Богдана Хребтовича, пана радного. Про молоді роки замало відомостей. У 1482 році стає паном радним (до 1500 року). Того ж року призначено підскарбієм надвірним литовським. Ян Хребтович став першим, хто обійняв цю посаду. 1489 року стає державцею утенським (до 1495 року).
1492 року передав посаду підскарбія надвірного литовського братові Федору. Натомість того ж року отримав посади господарського маршалка (до 1500 року) та старости слонімського (до 1499 року). 1493 року очолив посольство до Великого князівства Московського, де йшлося про укладання шлюбу між великим князем литовським і королем польським Олександром і донькою великого князя московського Івана III. 1494 року Ян Хребтович стає державцею пунським. 1498 року призначено новогрудським намісником (до 1500 року).
З 1500 року брав участь у війні з Великим князівством Московським, зокрема у битві на ведрошею, яка завершилася поразкою литовців. а сам Хребтович потрапив уполон.
1509 року звільнився йповернувся до Литви, де в той рік отримав посади пана хоруговного, господарського маршалка, старости дорогичинського. 1513 року стає старостою кобринським, але невдовзі помер.

## Родина
Дружина — Ядвіга, донька князя Олександра Гольшанського
Діти:
- Анна, дружина Юрія Остика, маршалка господарського
- Софія, дружина: 1) Яна Аборського; 2) Миколая Уралевського
- Казимир